# Spiranthes laciniata
Spiranthes laciniata är en orkidéart som först beskrevs av John Kunkel Small, och fick sitt nu gällande namn av Oakes Ames. Spiranthes laciniata ingår i släktet skruvaxsläktet, och familjen orkidéer. Inga underarter finns listade i Catalogue of Life.